# Arca Swiss
ARCA-SWISS Phototechnik AG – szwajcarski producent kamer i akcesoriów fotograficznych. Siedziba przedsiębiorstwa mieści się w Wollerau, natomiast Arca-Swiss International w École-Valentin.